# Don Martindale
Don Martindale (Marinette, Wisconsin, 9 de febrero de 1915-1985) fue un sociólogo estadounidense, profesor de la Universidad de Minnesota.
Graduado en la Universidad de Wisconsin, donde en 1948 obtendría el Ph.D, en 1943 se casó con la también socióloga Edith. Fue autor de obras como American Society (1960), American Social Structure (Appleton-Century-Crofts, 1960); The Nature and Types of Sociological Theory (Houghton Mifflin Company, 1960), Social Life and Cultural Change (Van Nostrand, 1962); Prominent Sociologists Since World War II (Charles E. Merrill, 1974); The Monologue: Hans Gerth (1908-1978): A Memoir (Intercontinental Press, 1982), una biografía de Hans Gerth; The Scope of Social Theory: Essays and Sketches (1983), o Mental Disability in America Since World War II (Philosophical Library, 1985), junto a su mujer Edith; entre otras.